# 曲水亭街

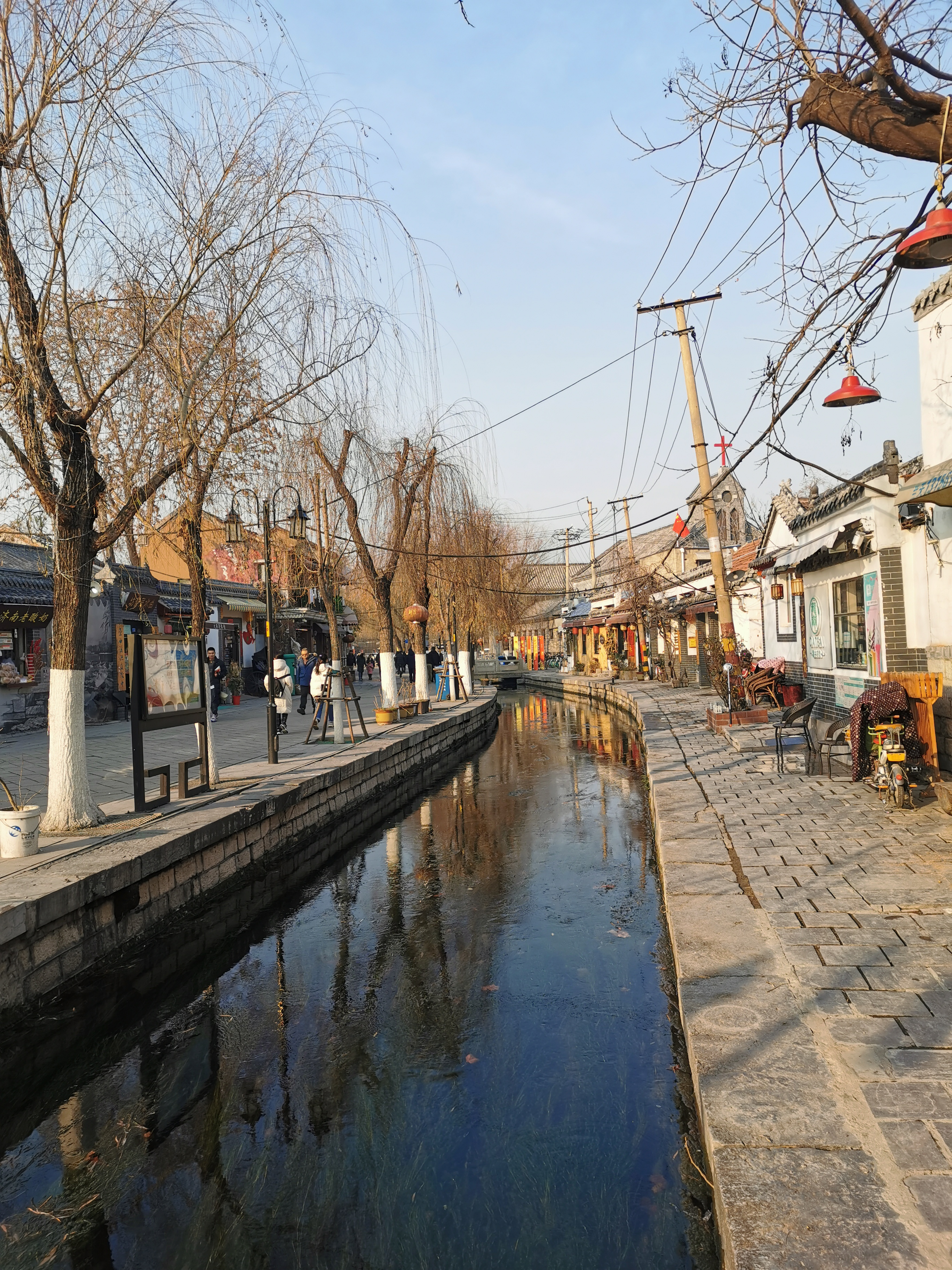
冬日的曲水亭街

曲水亭街，位于山东省济南市历下区，在北魏時，當地士大夫已經在鄰近建曲水流杯池，即是王府池子。池水流出成為曲水河。旧时每逢农历三月初三，文人雅士聚首水邊洗濯運氣，設宴暢飲美酒，托盤放「流杯池」水上漂流而下。托盤停處，河邊人必要一飲而盡，並吟詩娛賓，或被罰酒，是谓“曲水流觞”。過去此等盛會止於清末民初。
现今曲水亭街是百花洲历史文化街区的一部分。

## 鄰近
- 大明湖
- 西更道
- 德王府
- 濟南文廟
- 珍珠泉
- 王府池子

## 風景
曲水亭街古樸街景，青磚屋，綠藻清泉，婦女人家臨河洗米、人手洗衣。家家自設泉水，戶戶種植楊柳，是泉城垂柳風景，此街道名，實不虛名，意景一流。